# Terry Griffiths
Terence 'Terry' Martin Griffiths, OBE (Llanelli, 16 oktober 1947 – aldaar, 1 december 2024) was een snookerspeler uit Wales. Hij was wereldkampioen in 1979 en stond bekend om zijn trage en bedachtzame stijl van spelen.
Wedstrijden tussen Griffiths en de even zo langzame Cliff Thorburn op het WK duurden meermaals tot diep in de nacht. Tijdens een van deze nachtelijke partijen moest Griffiths weer eens een moeilijke snooker oplossen. Na een paar minuten kijken vroeg Griffiths aan de zaal: Is somebody still awake? I need a little bit of advice!.
Als gewezen postbode had Griffiths een lange amateurcarrière, waarin hij in 1975 de Welsh Amateur Championship en in 1977 en 1978 de English Amateur Championship won. Pas daarna werd hij professioneel speler.
Hij werd als beginnende prof op zijn eerste WK snooker (1979) meteen wereldkampioen door in de finale Dennis Taylor te verslaan met 24-16. Hij haalde op het WK 1988 nogmaals de finale, maar verloor deze van Steve Davis. Naast het WK wist Griffiths ook onder meer het Benson and Hedges Masters te winnen in Wembley, Londen in 1980. Ook won hij twee keer de World Trickshot in 1992 en 1994.
Griffiths stopte als prof in 1996 en was sindsdien regelmatig commentator voor de BBC bij grote toernooien. Ook was hij coach van verschillende spelers, zoals Mark Williams en Marco Fu.
Griffiths overleed 1 december 2024 op 77-jarige leeftijd. Hij leed al langere tijd aan dementie.
Joe Davis · Walter Donaldson · Fred Davis · Horace Lindrum · John Pulman · John Spencer · Ray Reardon · Alex Higgins · Terry Griffiths · Cliff Thorburn · Steve Davis · Dennis Taylor · Joe Johnson · Stephen Hendry · John Parrott · Ken Doherty · John Higgins · Mark Williams · Ronnie O'Sullivan · Peter Ebdon · Shaun Murphy · Graeme Dott · Neil Robertson · Mark Selby · Stuart Bingham · Judd Trump · Luca Brecel · Kyren Wilson
- International Standard Name Identifier: 0000 0000 5222 535X
- Library of Congress Control Number: nb99159655
- Virtual International Authority File: 6892659
- WorldCat: E39PBJfmrRBHvdRm8jMdjtkVYP